# Schwarzer Wolga

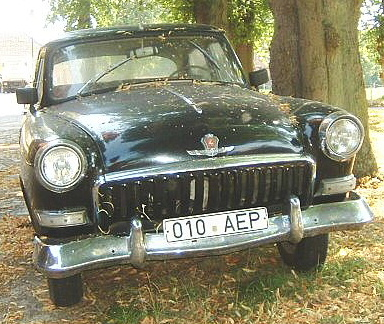
Ein schwarzer Wolga

Die Legende vom Schwarzen Wolga (polnisch czarna wołga) ist eine moderne Sage, die in Polen ab den 1960er Jahren bis in die 1980er Jahre weite Verbreitung fand.
Ihr zufolge fuhr nach Sonnenuntergang eine schwarze Limousine der Marke Wolga (GAZ 21 oder GAZ 24) durch die Straßen und verschleppte Kinder.
Je nach Version wurde das Auto von Priestern, Juden, Vampiren oder Satanisten benutzt. Die Insassen versteckten ihre Gesichter hinter weißen Gardinen in den hinteren Seitenfenstern. Ungeachtet dessen, wer dort chauffiert wurde, ließen sie den Entführten ausbluten, um das Blut anschließend leukämiekranken, reichen Deutschen zur Verfügung zu stellen.
In einigen Varianten wurden die Opfer ihrer inneren Organe, vor allem der Nieren, beraubt. In anderen Fällen fragte der Fahrer Passanten nach der Uhrzeit. Nannten sie ihm diese, wurde die Uhrzeit automatisch zum eigenen Todeszeitpunkt am darauffolgenden Tag.
Anhängern von Verschwörungstheorien zufolge wurde die moderne Sage von Mitarbeitern der polnischen Staatssicherheit in die Welt gesetzt, um echten heimlichen Verhaftungen und Verschleppungen, bei denen man sich des im Staatsapparat populären Autos bediente, einen Anschein von Unglaubwürdigkeit zu verleihen. Auch war der schwarze Wolga das Dienstfahrzeug sowjetischer Funktionäre, die in Polen als Vertreter einer Besatzungsmacht gesehen wurden. Für Privatleute war ein schwarzer Wolga dagegen nicht erhältlich.